# Caspar Huberinus
Caspar Huberinus, auch: Caspar Hueber, Kaspar Huber etc. (* 21. Dezember 1500 in Stotzard; † 6. Oktober 1553 in Öhringen), war ein lutherischer Theologe, Erbauungsschriftsteller, Kirchenlieddichter und Reformator.

## Leben
Unter seinen Zeitgenossen wie unter den Nachlebenden übte er eine bedeutende Wirkung aus, ohne selbst in stärkerem Maße hervorzutreten. Seine Stärke lag in der Publizistik. Huberinus soll Mönch gewesen und aus dem Kloster entlaufen sein. 1522 ließ er sich in Wittenberg einschreiben und trat dort in persönliche Beziehungen zu Martin Luther.
In Augsburg um 1525 wurde er Gehilfe von Urbanus Rhegius und verfasste eine Reihe von Sermonen und kleinen erbaulichen Traktaten, die gern gelesen wurden. Eine dieser Schriften wurde von Luther mit einem Vorwort versehen. Die meisten davon erschienen in Wittenberg. Zu den in Augsburg bestimmenden Zwinglianern stand er in scharfem Gegensatz.
Nach dem Augsburger Reichstag 1530, als die Stadt sich den Lutheranern nähern musste, unterstützte er Johannes Frosch und Stephan Agricola. Dabei wirkte er durch seine publizistischen Schriften für das Luthertum. Mit Wittenberg unterhielt er ständig Verbindung. Daher wurde er auch unter dem Einfluss Martin Bucers dazu ersehen, die offizielle Verbindung dorthin herzustellen. Am 21. Juni 1535 reiste er nach Wittenberg und Celle, um Rhegius für Augsburg zurückzugewinnen. Während Johann Forster an seine Stelle trat, entfaltete Huberinus als Helfer des Wolfgang Musculus eine reiche katechetische Tätigkeit und veröffentlichte Katechismen, Predigten und weitere Erbauungsschriften.
In seinem „Streitbüchlein“ von 1541, das die zentralen lutherische Anschauungen in schöner und schlichter Weise als Bewährung im Leben darstellt, hat er seine zwinglianischen Gegner nur in dunklen Farben gemalt. In den folgenden Jahren ist er Pfarrer in Öhringen, erklärte sich aber für das Augsburger Interim, wurde nach Augsburg wiederberufen, 1552 aber von Moritz von Sachsen vertrieben. Er musste es erleben, dass ihm „Abfall vom Evangelium“ vorgeworfen wurde.
In seiner Postille und einem Brief an den Rat von Öhringen rechtfertigte er sich. Wenn sein Standpunkt auch schwer zu verstehen sei, so betonte er, habe er doch nach seinem Gewissen gehandelt. Seine Erbauungsschriften sind dagegen eindeutig und kraftvoll. Auch einige Kirchenlieder gehen auf ihn zurück.
Auf Huberinus ist die Redewendung „tempora mutantur, nosque mutamur in illis“ („Die Zeiten ändern sich, und wir in ihnen“) zurückzuführen.